# Auschwitz et après

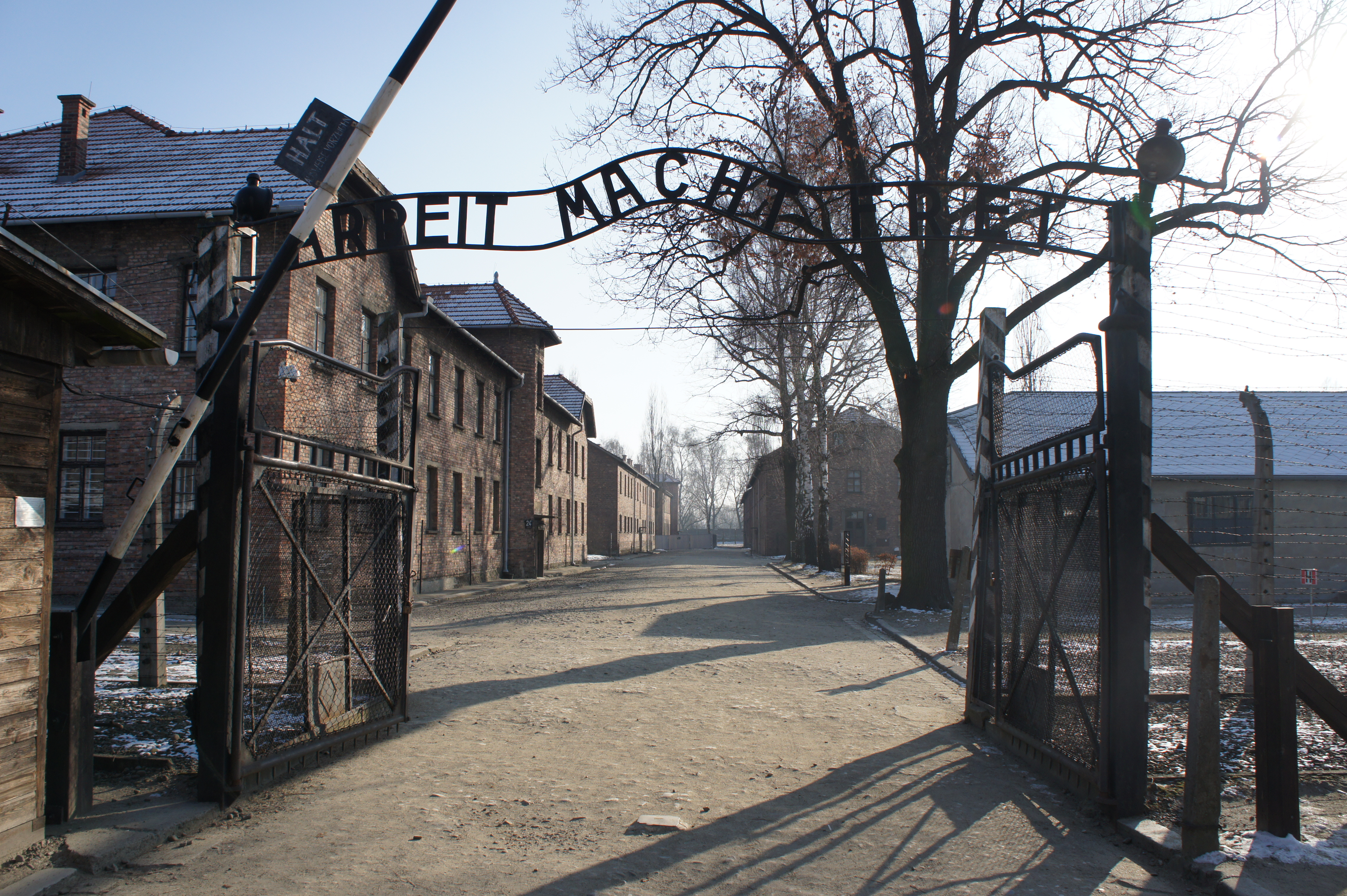
Entrée d'Auschwitz avec l'inscription Arbeit macht frei (« le travail rend libre »).

Auschwitz et après est un livre de Charlotte Delbo constitué de trois tomes publiés séparément : Aucun de nous ne reviendra, écrit en 1946 et publié en 1965, Une connaissance inutile publié en 1970 et Mesure de nos jours paru l'année suivante. L'auteure, par de courts chapitres constitués de saynètes, poèmes ou nouvelles y fait le récit de sa déportation à Auschwitz en 1943 et de son retour.

## Contexte
Charlotte Delbo, résistante communiste est arrêtée en 1942 et déportée à Auschwitz par le convoi du 24 janvier 1943, un convoi de 230 femmes qui viennent de toute la France et sont issues de différentes classes sociales. Il s'agit du seul convoi de déportées politiques françaises envoyé à Auschwitz ; beaucoup d'entre elles sont communistes et se trouvent aussi dans ce convoi Marie-Claude Vaillant-Couturier, Danielle Casanova.  S'ajoutent à ces détenues politiques quelques « droit commun » et quelques erreurs judiciaires. Le train arrive le 27 janvier 1943 à Auschwitz.
Seules 49 femmes seront rescapées de ce convoi. Charlotte Delbo et ses compagnes de déportation ont l'obsession qu'au moins l'une d'elles revienne afin de témoigner de ce qui leur est arrivé. Elle décide donc que, si elle survit, elle écrira un livre pour témoigner de ce que ces femmes ont vécu, dont elle choisit déjà le titre : Aucun de nous ne reviendra, d'après un vers de Guillaume Apollinaire,. Selon elle ce vers d'Apollinaire correspond exactement à ce qu'elle a éprouvé, et, sans doute, à ce que chacun a éprouvé, en arrivant au camp. Elle a déclaré qu'elle prévoyait déjà, à cette époque, de ne le publier qu'après une vingtaine d'années car elle souhaitait que ce ne soit pas simplement un témoignage mais bien une « œuvre » et que pour ce faire il faudrait qu'elle le revoie vingt ans après l'avoir écrit. En outre elle se doute qu'après la guerre, les privations qu'aura connues la population française feront qu'elle sera centrée sur elle-même sans pouvoir s'intéresser au malheur « lointain » de ces déportées qui se retrouveront « dans la situation de celui qui, mourant d'un cancer, essaye d'attirer l'attention de celui qui a une rage de dents ».
Elle commence à rédiger Aucun de nous ne reviendra, d'une traite assez rapide et sans plan, environ six mois après son retour en France, dès qu'elle est en meilleure santé, sur un cahier à spirale. Elle range le manuscrit remis au net, l'emporte pendant des années avec elle dans tous les voyages qu'elle fait et le propose à un éditeur au bout de vingt ans. Il est publié en 1965. Selon son ami le critique littéraire François Bott, il semble qu'elle ait réagi à l'idée d'Adorno selon laquelle aucune poésie ne serait possible après Auschwitz, en disant que si la poésie ne sert précisément pas à faire ressentir Auschwitz, celle-ci était alors inutile.
Aucun de nous ne reviendra sera complété par deux autres livres, Une connaissance inutile et Mesure de nos jours, publiés par la suite, dans ce qui forme la trilogie Auschwitz et après.

## Aucun de nous ne reviendra(1965)
Selon Marie-Claude Vaillant-Couturier qui était en déportation avec elle, Charlotte Delbo décrit dans ce livre, qui n'est pas un récit chronologique, « les impressions » qu'elle a eues durant sa déportation, permettant d'en rendre presque ce qui est « incommunicable ». Elle y raconte notamment les heures passées à rester debout dans le froid durant l'appel, et l'angoisse créée par la soif extrême ressentie souvent dans ce camp. Le livre est rédigé à la première personne du pluriel, ce « nous » étant aussi bien celui des femmes du convoi qu'a connu Charlotte Delbo que celui des détenues polonaises avec qui elle a sympathisé, des déportées juives destinées à mourir rapidement ou des hommes déportés rencontrés.

## Une connaissance inutile(1970)
Ce tome, écrit 5 ans après Aucun de nous ne reviendra, est écrit à la première personne du singulier. Les chapitres sont « moins impressionnistes » que dans le précédent mais le livre est aussi constitué des petites scènes, portraits, poèmes, courts récits et nouvelles. Elle y parle avec affection et mélancolie de ceux qui sont morts en déportation ainsi que de l'amour et de l'amitié qu'elle éprouve. 

## Mesure de nos jours(1971)
Écrit en une année, ce troisième tome est plus grave que les précédents. L'auteure y narre son retour auprès de ceux qui n'ont pas été déportés. Les chapitres deviennent plus longs et montrent la confrontation avec « la banalité de l'humain » et la détresse ressentie en pensant à ceux qui ne sont pas revenus du camp.

## Accueil critique
Ces trois tomes sont parus dans une relative indifférence dans les années 1960 et 1970, la France semblant à l'époque « encore incapable » de lire ces récits en rapport avec la déportation. 
D'après François Bott, qui dirige dans les années 1960 les pages littéraires de L'Express, Aucun de nous ne reviendra est un livre « bouleversant » sorti à un moment où on n'ose encore très peu parler de la déportation, comme si ce sujet était « impudique ». Il estime que ce livre arrive à faire ressentir l'horreur et la barbarie grâce à la poésie, rendant leur humanité et leur beauté à ces femmes déportées. Pour Jean Hatzfeld, le livre « respire l'urgence du souvenir et la fulgurance. »
En 2013, l'écrivain Jean Hatzfeld décrit cette œuvre dans Le Monde, comme « d'une beauté littéraire à couper le souffle ». Il compare leur auteure à Primo Levi, Robert Antelme, Patrick Modiano ou Aharon Appelfeld. 